# Alto's Adventure
Alto's Adventure é um videojogo de 2015 produzido pela Snowman, do género corrida infinita (endless runner) e snowboarding. O personagem do jogador move-se automaticamente para a direita do ecrã através de ambientes gerados de uma forma processual. O jogador toca no ecrã para saltar e fazer manobras acrobáticas, à medida que tenta superar objectivos, melhorar pontuações em tabelas competitivas e adquirir melhorias. Snowman, uma equipa independente de três pessoas de Toronto, já tinha trabalho em aplicações de produtividade antes de Alto's Adventure. O jogo foi criado para emular a atmosfera etérea da prática de snowboarding, e foi inspirado em Journey (2012), Monument Valley (2014), Tony Hawk's Pro Skater 2 (2000) e Windosill (2009).
Alto's Adventure foi lançado a 19 de fevereiro de 2015 para os dispositivos iOS. Em setembro desse ano, Snowman anunciou que o jogo também seria lançado para Android e Kindle Fire a 11 de fevereiro de 2016, numa colaboração com a Noodlecake Studios. Foi também portado para Microsoft Windows a 8 de julho de 2016.
De acordo com o website de pontuações agregadas Metacritic, Alto's Adventure recebeu "aclamação universal" por parte dos críticos. As análises elogiaram muito o estilo visual e artístico e a atmosfera recriada. O foco das criticas foi sobretudo dirigido à sua jogabilidade, descrita por vezes como "pouco original". Alto's Adventure recebeu diversos prémios incluindo o Gold Award atribuído pelo Pocket Gamer.
A sequela, Alto's Odyssey, teve lançamento em 2017.

## Jogabilidade

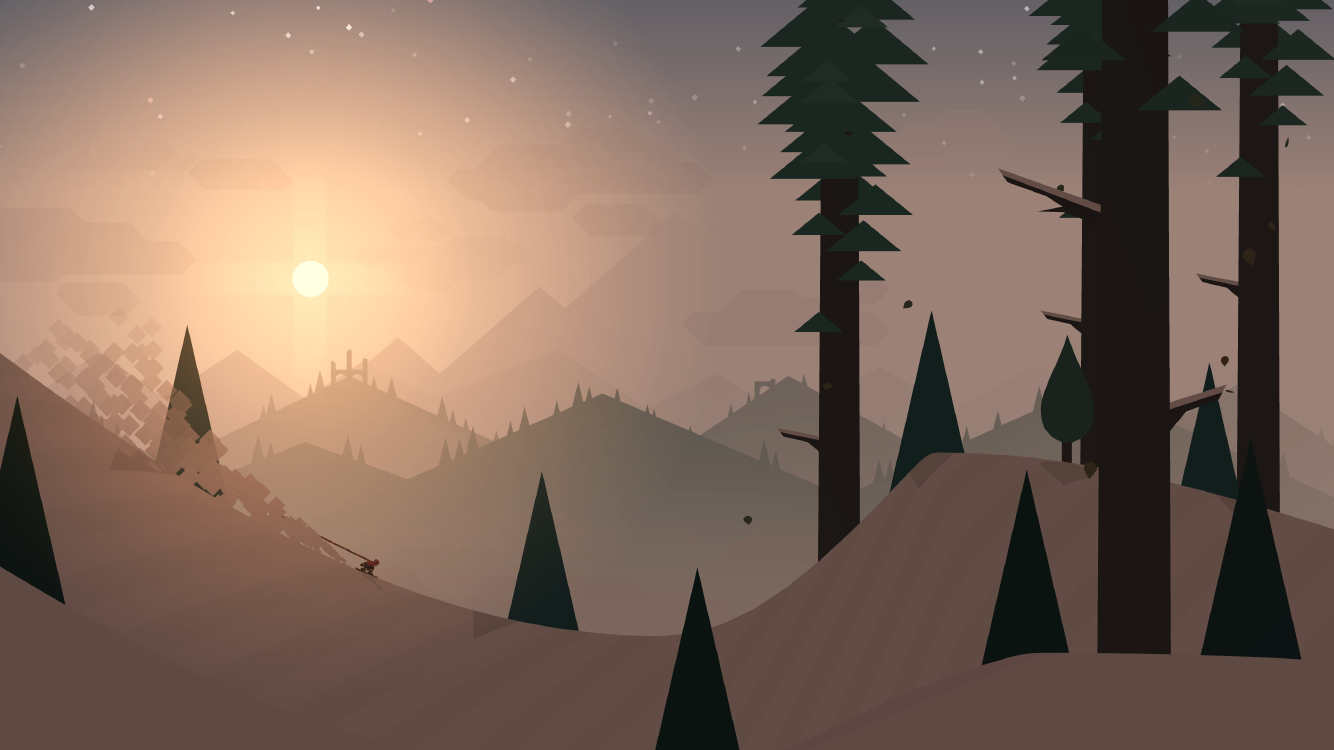
Imagem retirada de Alto's Adventure

Alto's Adventure é um jogo em deslocação lateral (side-scrolling) do género corrida infinita (endless runner) e snowboarding. O personagem do jogador move-se automaticamente para a direita do ecrã através de ambientes gerados de uma forma processual. e o jogador só o pode controlar para saltar. O jogador toca no ecrã uma vez para saltar ou se manter premido o dedo no ecrã o personagem faz manobras acrobáticas. Enquanto o personagem se move, o jogador pode completar alguns dos 180 objectivos disponíveis, apesar de apenas serem dados três de cada vez. Os objectivos são variados como por exemplo completar uma determinada distância, salvar lamas em fuga, atravessar abismos perigosos, derrapar pelos telhados das vilas ou conseguir fugir dos séniores que guardam a montanha. Por completar objectivos o jogador recebe prémios, mas também pode coleccionar moedas para adquirir algumas melhorias.
Os jogadores podem fazer manobras acrobáticas em sucessão, ou combos, para assim adquirir pontos e ver a sua pontuação em tabelas competitivas. O jogo também mostra a distância percorrida e os combos feitos. Em determinada altura o jogador podem usar um wingsuit, que muda vários elementos do jogo.
O ambiente de Alto's Adventure muda em luminosidade à medida que o ciclo do dia vai passando, para além de incorporar efeitos climatéricos. No caso dos aparelhos iOS, o progresso do jogador é sincronizado entre iPads e iPhones para o iCloud, e o jogo usa tabelas de liderança Game Center. Nos aparelhos Android o progresso é sincronizado via Google Cloud.

## Produção

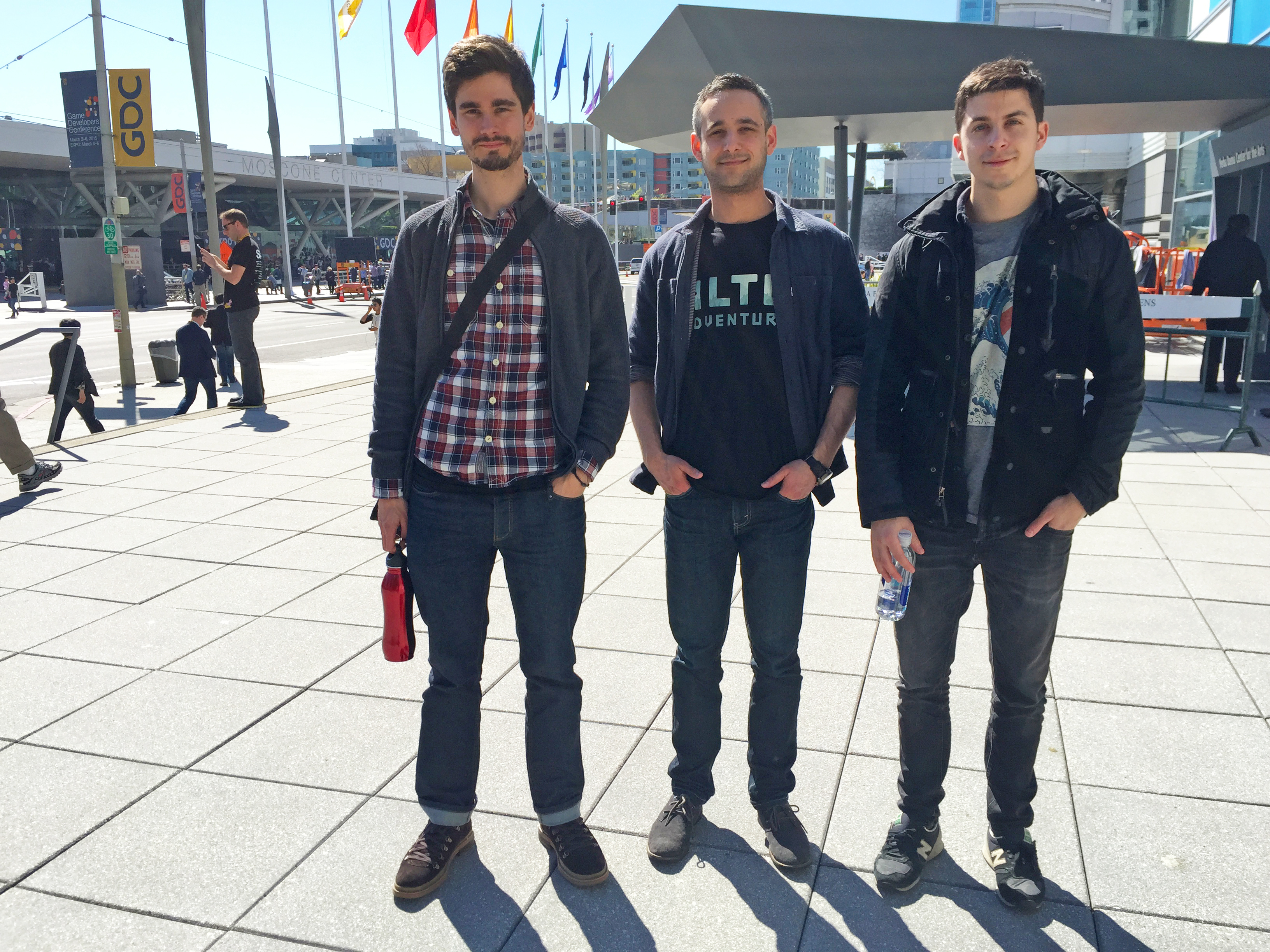
A equipa da Snowman na GDC 2015.

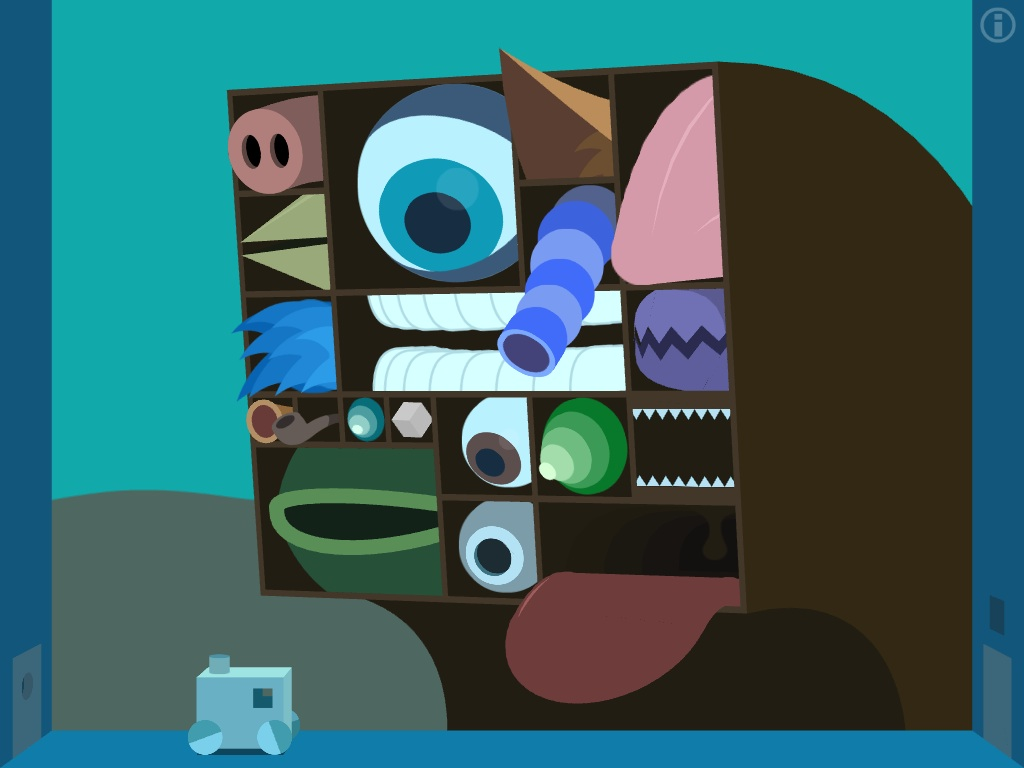
Alto's Adventure foi parcialmente inspirado em Windosill

Depois de terem feitos algumas aplicações de calendário, a Snowman, uma companhia independente de três pessoas sediada em Toronto, fez Alto's Adventure. Os produtores tinham a intenção que o jogo "capturasse a sensação e a fluidez do snowboarding" e a maneira "de como tudo em volta desaparece" quando "em ritmo com a montanha", ao contrário de outros jogos de snowboard. Snowman também queria mostrar como os outros jogos enfatizam elementos baseados em jogos de consola adicionando controlos no ecrã, algo a que o co-fundador Ryan Cash diz não terem sido desenhados com a plataforma móvel em mente.
Alto's Adventure foi inspirado em Journey (2012), Tony Hawk's Pro Skater 2 (2000) e Windosill (2009). Os co-fundadores da Snowman, Ryan Cash e Jordan Rosenberg, queriam trazer a essência dos jogos Tony Hawk para Alto's Adventure, incluindo "objectivos divertidos e positivos" e um sistema de manobras "fácil de aprender mas difícil de dominar". Evitaram objectivos de outros jogos do género que consideraram negativos, desinteressantes e repetitivos. Como inspirado em Monument Valley (2014), os produtores decidiram que o preço do jogo fosse acima da média como moeda de troca por não incluírem publicidade e microtransacções. Snowman também acrescentou que todo o conteúdo novo será em forma de expansão, similar a "Forgotten Shores" de Monument Valley. O artista Harry Nesbitt juntou-se mais tarde a Cash e Jordan, tornando-se um membro a tempo inteiro da equipa. A música do jogo foi composta por Brian Crawford e Torin Borrowdale. A produção de Alto's Adventure demorou dois anos.

## Lançamento
Alto's Adventure foi lançado para iOS a 19 de fevereiro de 2015. As versões para Android e Kindle Fire foram anunciadas em setembro desse ano, e lançadas a 11 de fevereiro de 2016. A Snowman colaborou com a Noodlecake Studios na versão Android. Ao contrário da versão iOS, Alto's Adventure para Android é gratuito. Numa entrevista ao The Verge, Ryan Cash da Snowman explicou que são "ecossistemas completamente diferentes" e porque existe uma maior percentagem de pirataria entre as aplicações Android, como tal, decidiram que o jogo deveria ser gratuito nessa plataforma. Adicionalmente, também referiu que a experiência Android é igual à encontrada no iOS. O jogo foi lancado para Windows 10 pela Looks Like Lemonade a 8 de julho de 2016.

## Recepção

### Criticas profissionais
De acordo com o Metacritic, Alto's Adventure recebeu "aclamação universal". Os críticos elogiaram muito a estética e o estilo artístico mas criticaram a sua jogabilidade como pouco original.
Andrew Webster do The Verge escreveu que o jogo é "uma experiência incrivelmente relaxante". Escreveu também que "este grande jogo iPad" já é um dos seus jogos favoritos, distinguindo-se dos outros pelo seu "estilo" e pela paisagem montanhosa "dolorosamente bonita". Webster disse que Alto's Adventure era jogo de arte e um "divertido gastador de tempo", e comparou-o com uma combinação de Sword & Sworcery e Tiny Wings. Jared Nelson do TouchArcade comparou o estilo artístico com o de Journey e a jogabilidade com a de Ski Safari. Apesar de não ter achado o jogo desafiador, adorou os visuais "incríveis": "montes de pequenos detalhes", como as animações do personagem e as mudanças na luminosidade e no tempo. Nelson também referu que as impressões dadas pelos leitores do TouchArcade foram "altamente positivas". Liz Stinson da Wired descreveu Alto's Adventure como “arte interactiva” rivalizando com Monument Valley devido à sua beleza.

Os críticos ficaram impressionados com a atmosfera do jogo

Eric Ford, também do TouchArcade, achou a jogabilidade "básica" assim como "nada que realmente inove o género" mas que ainda assim o jogo vale pela experiência devido aos seus "visuais excelentes e banda sonora". Comparou a jogabilidade a Ski Safari e referiu ainda que os objectivos, os poderes do personagem, a moeda e as pontuações eram "bastante simples". No entanto elogiou o sistema de acrobacias, porque mesmo os mais simples de executar dão um sentido de "dever cumprido". Ford não se sentiu seduzido pelas melhorias disponíveis e escreveu que jogou Alto's Adventure apenas pelos "visuais e a sensação" que o jogo transmite, que o faz sentir mais que um jogo com a sua banda sonora "incrível", "suave" e "tranquilizadora". Ford acrescentou que o jogo mereceu toda a antecipação que recebeu devido ao seu "estilo de arte e efeitos visuais incríveis", ao invés da sua jogabilidade. Ficou impressionado como o tempo muda de uma forma dinâmica mudando a sensação que se tem do jogo, ao mesmo tempo que a jogabilidade permanece inalterada. Ford previu que os jogadores iriam responder a Alto's Adventure quer em apreciação pela sua "enorme quantidade de integridade artística e de nuances visuais", ou em decepção devido à semelhança que tem com outros jogos do mesmo género.
Harry Slater do Pocket Gamer disse que o jogo é "muito especial" e um "dos melhores na App Store". Disse que a sua jogabilidade "incrivelmente simples" é uma "experiência compulsiva e cativante" e "uma bela diversão", isto apesar de achar as mecânicas pouco originais. Concluiu a análise ao dizer que Alto's Adventure "é quase tão divertido de jogar como de apenas olhar". Eli Cymet do GameZebo disse que adorava viver no mundo do jogo e elogiou "a inflexível e total dedicação para com a atmosfera" e como cada escolha é feita "para preservar a autenticidade da experiência". Cymet deu a pontuação máxima ao jogo. Darrell Etherington do Techcrunch refere que o jogador tem comprar ou pedir emprestado um iPad ou um iPhone para jogar a este "jogo incrível" porque Alto's Adventure “vale bem o teu tempo, atenção e dinheiro”.
A revista Time incluiu Alto's Adventure na lista dos jogos mais bonitos de 2015.

### Vendas
No dia 19 de fevereiro de 2015, data de lançamento de Alto's Adventure nas plataformas iOS, o jogo alcançou o primeiro lugar em dez tabelas de vendas por todo o mundo, incluindo o Canadá. Também conseguiu ficar entre as cinco aplicações mais vendidas em vários outros mercados.

### Prémios
Alto's Adventure recebeu diversos prémios e nomeações da media da especialidade incluindo o “Gold Award” atribuído pelo Pocket Gamer, “Menção Honrosa em Excelência pela Arte Visual” pelo Festival de Jogos Independentes (IGF), "Jogo do Ano" pelo Product Hunt, "Melhores de Fevereiro de 2015" e "Melhores de 2015" da App Store, e "Jogo do Ano para iPhone" atribuído pelo iMore. Alto's Adventure foi um dos nomeados na categoria de “Standout Indie” nos Prémios Google Play de 2016.

## Sequela
A 7 de dezembro de 2016 a Snowman anunciou Alto's Odyssey. Lancado em 2017, a sequela convida os jogadores a "descobrir os segredos do deserto sem fim".